# Palmas (Azuay)
Palmas ist eine Ortschaft und eine Parroquia rural („ländliches Kirchspiel“) im Kanton Sevilla de Oro der ecuadorianischen Provinz Azuay. Die Parroquia besitzt eine Fläche von 70,18 km². Die Einwohnerzahl lag im Jahr 2010 bei 2221. Davon lebten etwa 180 im Hauptort (cabecera parroquial).

## Lage
Die Parroquia Palmas liegt in der Cordillera Real im Nordosten der Provinz Azuay. Der Ort Palmas befindet sich auf einer Höhe von 2380 m, etwa 9 km nordnordöstlich des Kantonshauptortes Sevilla de Oro oberhalb des rechten Ufers des von der Paute-Mazar-Talsperre aufgestauten Río Paute. Im Westen wird das Areal vom Río Collay sowie einem 11 km langen Abschnitt des Río Paute begrenzt. Im Osten wird die Parroquia von einem 3500 m hohen Gebirgskamm flankiert. Die Fernstraße E40 (Cuenca–Santiago de Méndez) führt an Palmas vorbei.
Die Parroquia Palmas grenzt im Osten an die Parroquia Copal (Kanton Santiago, Provinz Morona Santiago), im Süden an die Parroquia Sevilla de Oro, im Südwesten an den Kanton Guachapala, im Westen an die Parroquia Guarainag (Kanton Paute) sowie im Norden an die Parroquia Amaluza.

## Geschichte
Die Parroquia wurde am 27. April 1873 im Kanton Paute gegründet. Zuvor gehörte der Ort als ein Caserío zu Guachapala. Später wurde die Parroquia Teil des 1992 gegründeten Kantons Sevilla de Oro.

## Wirtschaft
Es wird Landwirtschaft betrieben. Die Gegend ist dafür bekannt, dass insbesondere die Jüngeren zur Weiterbildung und Arbeitssuche in die nächstgelegenen größeren Städte Paute und Cuenca abwandern.